# 千原町 (名古屋市)
千原町（ちはらちょう）は、愛知県名古屋市中村区の地名。丁目の設定はない。住居表示実施。

## 地理
名古屋市中村区北東端部に位置する。東は西区、西は栄生町・佐古前町に接する。

## 歴史

### 地名の由来
当地にかつて千原島と称する島があったことに由来するという。

### 沿革
- 1934年（昭和9年）1月15日 - 西区栄生町の一部により、同区千原町として成立[1]。
- 1937年（昭和12年）10月1日 - 中村区成立に伴い、同区千原町となる[1]。
- 1969年（昭和44年）10月21日 - 井深町1丁目および藤ノ宮通4丁目・5丁目の各一部を編入し、一部が井深町に編入される[4]。

## 世帯数と人口
2019年（平成31年）2月1日現在の世帯数と人口は以下の通りである。
| 町丁   | 世帯数  | 人口  |
| ------ | ------- | ----- |
| 千原町 | 455世帯 | 696人 |

### 人口の変遷
国勢調査による人口の推移
| 1950年（昭和25年） | 1,005人 | [ 5 ]     |  |
| 1955年（昭和30年） | 1,113人 | [ 5 ]     |  |
| 1960年（昭和35年） | 1,200人 | [ 6 ]     |  |
| 1965年（昭和40年） | 739人   | [ 6 ]     |  |
| 1970年（昭和45年） | 858人   | [ 7 ]     |  |
| 1975年（昭和50年） | 713人   | [ 7 ]     |  |
| 1980年（昭和55年） | 655人   | [ 8 ]     |  |
| 1985年（昭和60年） | 627人   | [ 8 ]     |  |
| 1990年（平成2年）  | 610人   | [ 9 ]     |  |
| 1995年（平成7年）  | 553人   | [ 10 ]    |  |
| 2000年（平成12年） | 511人   | [ WEB 6 ] |  |
| 2005年（平成17年） | 695人   | [ WEB 7 ] |  |
| 2010年（平成22年） | 720人   | [ WEB 8 ] |  |
| 2015年（平成27年） | 684人   | [ WEB 9 ] |  |

## 学区
市立小・中学校に通う場合、学校等は以下の通りとなる。また、公立高等学校に通う場合の学区は以下の通りとなる。なお、小・中学校は学校選択制度を導入しておらず、番毎で各学校に指定されている。
| 小学校                                        | 中学校                                      | 高等学校 |
| --------------------------------------------- | ------------------------------------------- | -------- |
| 名古屋市立日比津小学校 名古屋市立ほのか小学校 | 名古屋市立日比津中学校 名古屋市立笈瀬中学校 | 尾張学区 |

## 施設
- 松下電池名古屋工場[2]
- 本陣商店街[3]

### WEB
1. 1 2  “愛知県名古屋市中村区の町丁・字一覧”.   人口統計ラボ. 2016年2月12日閲覧。
2. 1 2  “町・丁目(大字)別、年齢(10歳階級)別公簿人口(全市・区別)”.   名古屋市 (2019年2月20日). 2019年2月20日閲覧。
3. ↑  “郵便番号”.  日本郵便. 2019年2月10日閲覧。
4. ↑  “市外局番の一覧”.   総務省. 2019年1月6日閲覧。
5. ↑  名古屋市役所市民経済局地域振興部住民課町名表示係 (2015年10月21日). “中村区の町名一覧”.   名古屋市. 2016年1月29日閲覧。
6. ↑  名古屋市役所総務局企画部統計課統計係 (2005年7月1日). “（刊行物）名古屋の町(大字)・丁目別人口 (平成12年国勢調査) (5)中村区(第1表から第3表)” (xls). 2015年10月16日閲覧。
7. ↑  名古屋市役所総務局企画部統計課統計係 (2007年6月27日). “（刊行物）名古屋の町(大字)・丁目別人口 (平成17年国勢調査) (5)中村区(第1表から第3表）” (xls). 2015年10月15日閲覧。
8. ↑  名古屋市役所総務局企画部統計課統計係 (2012年4月22日). “（刊行物）名古屋の町(大字)・丁目別人口 (平成22年国勢調査) (5)中村区(第1表から第3表）” (xls). 2015年10月15日閲覧。
9. ↑  名古屋市役所総務局企画部統計課統計係 (2016年3月31日). “（刊行物）名古屋の町(大字)・丁目別人口 (平成27年国勢調査) (5)中村区(第1表から第3表）” (xls). 2016年7月28日閲覧。
10. ↑  “市立小・中学校の通学区域一覧”.   名古屋市 (2018年11月10日). 2019年1月14日閲覧。
11. ↑  “平成29年度以降の愛知県公立高等学校（全日制課程）入学者選抜における通学区域並びに群及びグループ分け案について”.   愛知県教育委員会 (2015年2月16日). 2019年1月14日閲覧。

### 書籍
1. 1 2 3  名古屋市計画局 1992, p. 772.
2. 1 2 3  「角川日本地名大辞典」編纂委員会 1989, p. 1499.
3. 1 2  名古屋市計画局 1992, p. 265.
4. ↑  中村区制施行50周年記念事業実行委員会記念誌編集委員会 1987, p. 443.
5. 1 2  名古屋市総務局企画室統計課 1957, p. 78.
6. 1 2  名古屋市総務局企画部統計課 1967, p. 72.
7. 1 2  名古屋市総務局統計課 1977, p. 46・47.
8. 1 2  名古屋市総務局統計課 1986, p. 45・48.
9. ↑  名古屋市総務局企画部統計課 1991, p. 28.
10. ↑  名古屋市総務局企画部統計課 1996, p. 71.

### 統計資料
- 名古屋市総務局企画室統計課 編『昭和31年版 名古屋市統計年鑑』名古屋市、1957年。
- 名古屋市総務局企画部統計課 編『昭和41年版 名古屋市統計年鑑』名古屋市、1967年。
- 名古屋市総務局統計課 編『昭和51年版 名古屋市統計年鑑』名古屋市、1977年。
- 名古屋市総務局統計課 編『昭和60年国勢調査 名古屋の町・丁目別人口（昭和60年10月1日現在）』名古屋市役所、1986年。
- 名古屋市総務局企画部統計課 編『平成2年国勢調査 名古屋の町（大字）別・年齢別人口（平成2年10月1日現在）』名古屋市役所、1994年。
- 名古屋市総務局企画部統計課 編『平成7年国勢調査 名古屋の町（大字）・丁目別人口（平成7年10月1日現在）』名古屋市役所、1996年。